# Artit Phiraban
Artit Phiraban (thailändisch อาทิตย์ ภีระบรรณ, * 1. März 1992) ist ein thailändischer Fußballspieler.

## Karriere
Artit Phiraban spielte von 2013 bis 2015 beim Drittligisten Chiangrai City FC in Chiangrai. Ende 2015 wurde er mit Chiangrai Vizemeister der Regional League Division 2 in der Eastern Region. 2016 schloss er sich dem ebenfalls in der dritten Liga spielenden Phayao FC aus Phayao an. Da der Verein ab 2018 gesperrt wurde, wechselte er Anfang 2018 nach Phrae und unterschrieb einen Vertrag beim Drittligisten Phrae United FC. Mit Phrae spielte er in der Thai League 3 in der Upper Region. Ende 2019 wurde er mit dem Verein Vizemeister der dritten Liga und stieg somit in die zweite Liga auf. 2019 absolvierte er 26 Drittligaspiele und schoss dabei zehn Tore. Fünfmal kam er 2020 in der zweiten Liga zum Einsatz. Ende 2020 unterschrieb er einen Vertrag beim Drittligisten Phitsanulok FC. Bei dem Verein aus Phitsanulok, der in der Northern Region der Liga spielte, stand er bis Saisonende unter Vertrag. Die Saison 2021/22 stand er beim ebenfalls in der dritten Liga spielenden Saraburi United FC in Saraburi unter Vertrag. Mit dem Verein spielte er achtmal in der Western Region der Liga. Nach der Saison wurde sein Vertrag nicht verlängert. Die Saison 2022/23 spielte er beim Amateurligisten Phromphiram FC in Phrom Phiram. Im Sommer 2023 ging er wieder in die dritte Liga, wo er einen Vertrag beim Phitsanulok Unity FC in Phitsanulok unterschrieb. Mit Phitsanulok spielte er in der Northern Region der Liga. Am Ende der Saison 2023/24 feierte er mit dem Verein die Meisterschaft der Region. In den Aufstiegsspielen zur zweiten Liga konnte man sich jedoch nicht durchsetzen. Nach einer Spielzeit wechselte er im Juli 2024 zu seinem ehemaligen Verein Phrae United FC.

## Erfolge
Chiangrai City FC
- Regional League Division 2 – Eastern Region: 2015 (Vizemeister)

Phrae United FC
- Thai League 3 – Upper Region: 2019 (Vizemeister)  ▲

Phitsanulok Unity FC
- Thai League 3 – North: 2023/24